# اماسا ستون بيشوب
اماسا ستون بيشوب (بالإنجليزية: Amasa Stone Bishop)‏ هو عالم نووي أمريكي، ولد في 1921 في كليفلاند في الولايات المتحدة، وتوفي في 21 مايو 1997 في Genolier ‏ في سويسرا بسبب ذات الرئة.